# Jyn Erso
Personnage de fiction apparaissant dans
Star Wars.
Jyn Erso est le personnage principal de Rogue One, premier film de la série dérivée Star Wars Story. Erso est interprétée par l'actrice britannique Felicity Jones.

## Biographie
Jyn est la fille de Galen Erso, scientifique et ingénieur, et de sa femme Lyra Erso.
Erso a dû apprendre à se débrouiller seule dès son plus jeune âge, après l'assassinat de sa mère par Orson Krennic. Ce dernier a par ailleurs obligé son père à revenir travailler pour l'Empire. Jyn a survécu, aidée et formée par Saw Gerrera. Quelques années plus tard, l'enfant a fait place à une femme téméraire et rebelle, au parcours semé de nombreuses infractions, dont la falsification de documents impériaux, la possession de biens volés, des voies de fait graves et résistance lors de son arrestation.
Elle est libérée d'un camp de travail impérial par des agents rebelles menés par le capitaine Cassian Andor, venus spécifiquement pour elle. La jeune femme agresse alors ses libérateurs, préférant fuir plutôt que de venir avec eux mais elle est plaquée au sol par K-2SO, un droide impérial reprogrammé. Jyn est alors conduite menottée sur la lune Yavin 4, la base secrète de l'Alliance rebelle.
L'Alliance rebelle a appris l’existence de la construction d'une station spatiale capable de détruire des planètes, dont le créateur ne serait autre que le père de Jyn, Galen Erso. Mon Mothma assigne à Erso la tâche d'en apprendre plus sur la création impériale. Voulant retrouver et disculper son père, Jyn Erso se lance avec un improbable commando dans une mission périlleuse : elle doit voler les plans de la première Étoile de la mort. Cette action permettra plus tard sa destruction par Luke Skywalker lors de la bataille de Yavin.
Jyn périt au cours de cette mission, sur la planète Scarif, aux côtés du capitaine rebelle Cassian Andor. L'Empire utilise l’Étoile de la mort pour détruire la surface de la planète.

## Concept et création
Dans un entretien accordé à Entertainment Weekly, Kathleen Kennedy, présidente de Lucasfilm à la suite du rachat de la société par The Walt Disney Company, compare le personnage de Jyn Erso à Jeanne d'Arc.